# Trefl Gdańsk 2013-2014
Questa voce raccoglie le informazioni riguardanti il Trefl Gdańsk nelle competizioni ufficiali della stagione 2013-2014.

## Organigramma societario
Area direttiva
- Presidente: Piotr Należyty

Area tecnica
- Allenatore: Radosław Panas

## Rosa
| N° | Nome                  | Ruolo | Data di nascita   | Nazionalità sportiva |
| -- | --------------------- | ----- | ----------------- | -------------------- |
| 1  | Wojciech Żaliński     | S     | 8 gennaio 1988    | Polonia              |
| 2  | Michał Zaborowski     | L     | 26 aprile 1993    | Polonia              |
| 3  | Grzegorz Łomacz       | P     | 1º ottobre 1987   | Polonia              |
| 4  | Przemysław Stępień    | P     | 7 febbraio 1994   | Polonia              |
| 5  | Sławomir Zemlik       | S     | 3 novembre 1992   | Polonia              |
| 6  | Moustapha M'Baye      | C     | 18 novembre 1990  | Polonia              |
| 7  | Paweł Rusek           | L     | 21 gennaio 1983   | Polonia              |
| 8  | Jakub Jarosz          | S/O   | 10 febbraio 1987  | Polonia              |
| 9  | Bartosz Pietruczuk    | S     | 26 febbraio 1993  | Polonia              |
| 10 | Bartosz Gawryszewski  | C     | 22 agosto 1985    | Polonia              |
| 11 | Maciej Zajder         | C     | 31 gennaio 1988   | Polonia              |
| 12 | Artur Ratajczak       | C     | 18 settembre 1990 | Polonia              |
| 13 | Krzysztof Wierzbowski | S     | 18 luglio 1988    | Polonia              |
| 14 | Sławomir Stolc        | S     | 23 gennaio 1993   | Polonia              |
| 15 | Bartłomiej Kluth      | S/O   | 20 dicembre 1992  | Polonia              |
| 16 | Paweł Mikołajczak     | S/O   | 20 giugno 1988    | Polonia              |
| 17 | Robert Milczarek      | S     | 28 novembre 1983  | Polonia              |
| 18 | Mateusz Czunkiewicz   | L     | 16 dicembre 1996  | Polonia              |